# 1763 na literatura

## Eventos
- Giuseppi Parini - A Manhã.
- 16 de Maio - James Boswell encontra Samuel Johnson.

## Nascimentos
| Data          | Nome              | Profissão          | Nacionalidade | Observações | Ref |
| ------------- | ----------------- | ------------------ | ------------- | ----------- | --- |
| 21 de Março   | Jean Paul         | poeta              | Alemanha      | m. 1825     |     |
| 10 de Outubro | Xavier de Maistre | militar e escritor | França        | m. 1852     |     |

## Mortes
| Data | Nome | Profissão | Nacionalidade | Observações | Ref |
| ---- | ---- | --------- | ------------- | ----------- | --- |